# Michael Lucas
Michael Lucas, geboren als Andrei Lvovitsj Treivas (Russisch: Андрей Львович Трейвас) (Moskou, 10 maart 1972) is een Amerikaans-Russisch-Israëlisch pornoacteur, regisseur, activist, schrijver en oprichter van New Yorks grootste homopornofilmbedrijf. Hij is ook columnist voor The Advocate, The Huffington Post en Pink News.

## Achtergrond
Lucas werd in 1972 in Moskou geboren als zoon van ingenieur Lev Bregman en lerares Russische literatuur Elena Treivas. Hij werd opgevoed in een joods gezin. In 1994 haalde hij een graad aan de Moscow State Law Academy. Na zijn afstuderen was hij kort eigenaar van een reisbureau, waarna hij in 1995 Rusland verliet en naar München ging, voordat hij zich voor twee jaar in Frankrijk vestigde. In 1997 verhuisde hij naar New York.
Op 12 november 2004 werd hij Amerikaans staatsburger, en in oktober 2008 werd bekendgemaakt dat hij getrouwd was met zijn vriend Richard Winger. Een krantenbericht onderstreepte dat het stel wilde trouwen ter promotie van de huwelijkse rechten voor leden van hetzelfde geslacht.

## Carrière

### Acteur
Lucas begon zijn carrière in een Duitse heteroseksuele pornofilm. In Frankrijk werkte hij onder de invloedrijke Franse regisseur Jean-Daniel Cadinot, waarvoor hij als "Ramzes Kairoff" optrad in twee homoseksuele pornofilms, allebei uitgegeven in 1996. Voor Falcon Studios werkte hij als "Michel Lucas", waar hij top was in vijf films die in 1997 en 1998 uitgegeven werden.

### Regisseur
Hij regisseerde zijn eerste project, Back in the Saddle, in 1998, en deed zelf ook in de film mee. Met co-regisseur Tony DiMarco won Lucas in 2007 de GayVN Award als Beste Regisseur voor Michael Lucas' La Dolce Vita. In 2008 wonnen Lucas en DiMarco ook de XBIZ Award voor Beste Regisseur, en Lucas ontving een prijs voor de Beste Publiciteitsstunt voor "Michael Lucas Found Dead".
The Banana Guide noemde zijn producties de best gepolijste gay pornofilms met groot budget die ooit gemaakt waren.

### Lucas Entertainment
In 1998 stichtte Lucas zijn eigen productiemaatschappij, Lucas Entertainment, met het geld dat hij verdiend had als mannelijke escort. Hij koos New York als thuisbasis in plaats van het gebruikelijke Los Angeles vanwege het gastvrije milieu van de stad voor dergelijke films. In 2004 ging Lucas Distribution, Inc., zijn eigen distributiebedrijf van start.

## Schrijver, spreker en activist
In de jaren 2000 trok Lucas de aandacht vanwege zijn inzichten op politiek en cultuur via een serie columns. Hij is de stem tegen het gebruik van drugs, en is advocaat voor veilige seks, zowel in de porno-industrie als de gehele homoseksuele gemeenschap.
- Gemeinsame Normdatei: 135736862
- International Standard Name Identifier: 0000 0000 8125 1055
- Library of Congress Control Number: no2007107493
- Nationale Bibliotheek van Israël: 987007314791505171
- Virtual International Authority File: 46847587
- WorldCat: E39PBJktmQ39cVC3xKGXjwcF8C